# Sphenochernes bruchi
Espèce
Synonymes
- Chelifer bruchi Mello-Leitão, 1925

Sphenochernes bruchi est une espèce de pseudoscorpions de la famille des Chernetidae.

## Distribution
Cette espèce est endémique d'Argentine. Elle se rencontre dans les provinces de Buenos Aires et de Córdoba.

## Habitat
Ce pseudoscorpion est myrmécophile, il se rencontre dans les fourmilières d'Acromyrmex lundi.

## Étymologie
Cette espèce est nommée en l'honneur de Carlos Bruch (1869–1943).

## Publication originale
- Mello-Leitão, 1925 : Dois interessantes arachnideos myrmecophiles. Physis (Buenos Aires), vol. 8, p. 228–237.